# Philips Vleugaert

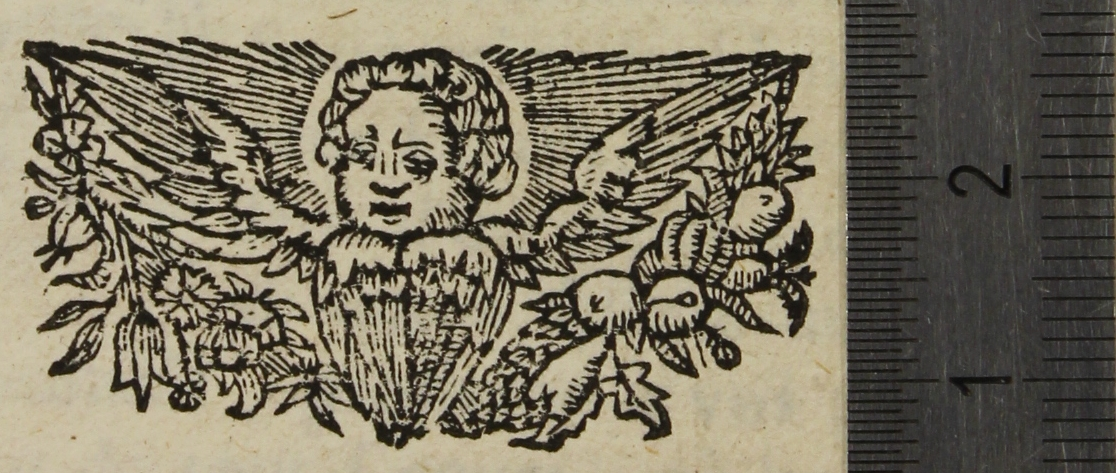
Drukkersmerk van Philips Vleugaert, zoals gebruikt in J.B. Wouters, Het wonder leven, van de H. Rosa de S. Maria, van Lima in Peru, maghet uyt de derde order van den H. Dominicus (1671), KULeuven Maurits Sabbebibliotheek 2-000705/A:3 (8990144).

Philips Vleugaert (fl. 1657-1678) was een boekdrukker in het 17e-eeuwse Brussel. Hij publiceerde in het Nederlands, Frans en Latijn. Alternatieve namen zijn Philips Vleurgaert, Philippe Vleugart, Philippus Vleugartius.

## Carrière
Op 18 juni 1654 werd Vleugaert ingezworen als boekhandelaar. Zijn zaak In den Enghel-bewaerder bevond zich achter het stadhuis van Brussel, bij de blauwe fontein (Den Spauwer). Als drukkersmerk gebruikte hij een bol. Rond 1678 moet hij overleden zijn, want in dat jaar wordt voor het eerst zijn weduwe vermeld op een boekuitgave. 
Hij drukte regelmatig werk onder andere namen en adressen, bijvoorbeeld Port-Royalbijbels. Soms waren dit schuilnamen in strikte zin (bv. de imaginaire Pierre van Dyck te Keulen), maar in andere gevallen ging het eerder om alloniemen (gebruikt met medeweten van de betrokkene, bv. Gaspard Migeot uit Mons). Deze werkwijze was niet zonder gevaar, zoals Vleugaert mocht ondervinden toen hij in 1668 vervolgd werd wegens drukken zonder toelating.

## Familiezaak
De weduwe van Philips Vleugaert zette de drukkerij-uitgeverij voort tot rond 1689, waarna zoon Peeter (Pierre, Petrus) overnam (1673-94, gestorven 1698). Het bombardement van 1695 moet weinig heel gelaten hebben van het atelier, afgaande op de platen van Augustin Coppens (Vüe des ruïnes de la Fontaine bleue). Mogelijk was dit de reden van de verhuizing naar de Hout-Merckt (in de Putterijwijk nabij het Cantersteen). Het familiebedrijf ging dus door en de generaties volgden zich op. Het eindigde met de weduwe van Jan (Joannes) Vleugaert, die ca. 1750 het fonds en de privileges verkocht aan haar Antwerpse collega Joannes Judocus Gerardus de Marcour.

## Publicaties (selectie)
- Antonius Sanderus, Chorographia Sacra Brabantiae, 1659
- Petrus Nylandt, 't Vermakelijck lant-leven, 1672